# Кипарисное
Кипари́сное (до 1945 года Кучукко́й, Кучу́к-Ламба́т, до сер. XIX века Енико́й; укр. Кипарисне, крымскотат. Küçükköy, Кучюккой) — село на юге Крыма. Входит в Городской округ Алушта Республики Крым (согласно административно-территориальному делению Украины — в составе Маломаякского сельского совета Алуштинского городского совета Автономной Республики Крым).

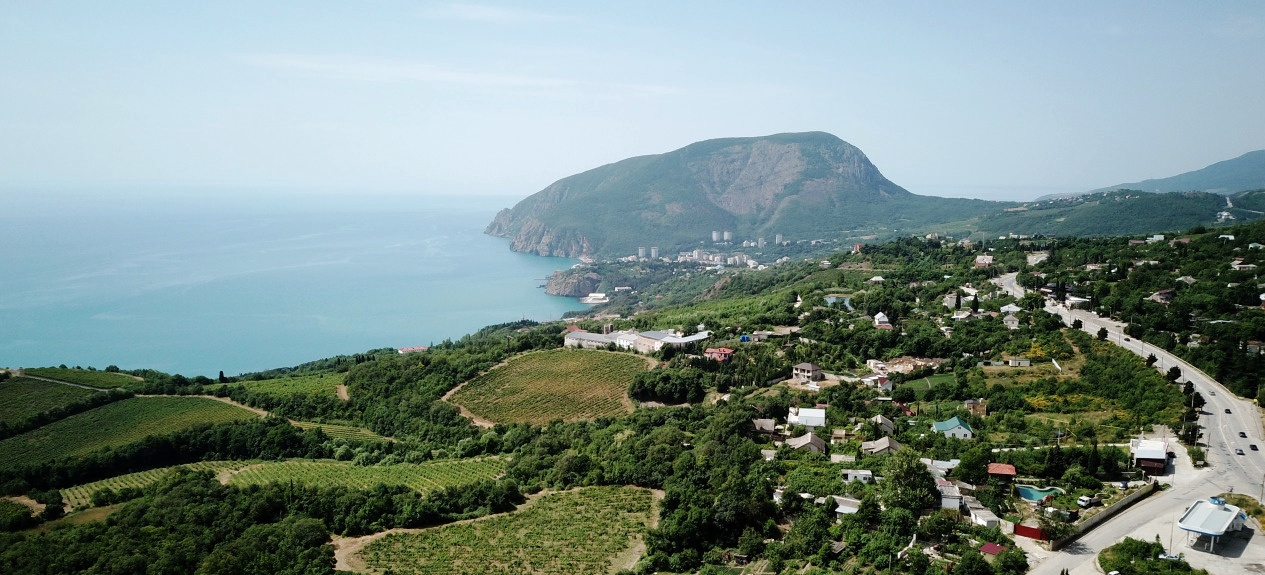
Kipar

## Население
| 2001 | 2014 |
| ---- | ---- |
| 365  | ↗434 |

Всеукраинская перепись 2001 года показала следующее распределение по носителям языка:
| Язык             | Число жит. | Процент |
| ---------------- | ---------- | ------- |
| русский          | 328        | 89,86   |
| украинский       | 27         | 7,4     |
| крымскотатарский | 10         | 2,74    |

### Динамика численности
- 1989 год — 339 чел.[13]
- 2001 год — 365 чел.
- 2009 год — 352 чел.[14]
- 2014 год — 434 чел.[15]

## Современное состояние
На 2018 год в Кипарисном числится 10 улиц и 2 переулка; на 2009 год, по данным сельсовета, село занимало площадь 95 гектаров на которой, в 136 дворах, проживало 352 человека. В селе действует фельдшерско-акушерский пункт, Кипарисное связано троллейбусным сообщением с Алуштой, Ялтой, Симферополем и соседними населёнными пунктами.

## География
Кипарисное расположено на Южном берегу Крыма, в южной части территории горсовета, в балке ручья Ламбат, высота центра села над уровнем моря 297 м. Расстояние до Алушты около 12 километров (по шоссе), ближайшая железнодорожная станция — Симферополь-Пассажирский — примерно в 60 километрах. Соседние населённые пункты: почти примыкающее с юга Пушкино и в 1 км севернее — Малый Маяк. Транспортное сообщение осуществляется по региональной автодороге 35А-002 Симферополь — Ялта (по украинской классификации — М-18).

## Климат
Климатические условия Кипарисного характеризуются как сухие субтропики.
Средняя температура за год составляет 12,6ºС. Средняя температура самого тёплого месяца +23,5ºС (июль). Средняя температура самого холодного месяца +3,1ºС (февраль). Продолжительность безморозного периода составляет 270 дней.
Среднее количество осадков за год составляет 600 мм. Максимум осадков приходится на ноябрь-февраль, а в пределах данного периода наибольшее количество осадков выпадает в декабре.

## Экономика
В селе расположено виноградо-винодельческое предприятие ГП «Таврида» входящее в состав НПАО «Массандра».

## История
Принято отождествлять Кипарисное с селением Кучук-Ламбат, но исторический Кучук-Ламбат располагался на берегу моря (на месте современного посёлка Утёс) а на месте Кипарисного ещё на карте 1922 года значился Кучук-Кой (Кучук-Кой в 1948 году был переименован в Пушкино). Название Кучук-Ламбат применительно к местоположению Кипарисного впервые в доступных исторических документах появляется в указе о переименовании 1945 года.
Селение же на месте современного Кипарисного ранее назвалось Еникой, при этом в учётных документах XIX века Еникой практически не встречается, но обозначался на военно-топографических картах: впервые на карте 1836 года, на которой в деревне Еникой 7 дворов, а на карте 1842 года Еникой обозначен условным знаком «малая деревня», то есть, менее 5 дворов. Единственный раз в статистических документах селение встречается в «Списке населённых мест Таврической губернии по сведениям 1864 года», составленному по результатам VIII ревизии 1864 года, согласно которому Кучук-Ламбат (Еникой, Калафтакой) — казённый татарский выселок, с 29 дворами, 86 жителями и мечетью при безъименномъ родникѣ, с примечанием, что состоит из 3-х участков. На трёхверстовой карте Шуберта 1865—1876 года в Еникое обозначено 12 двора. В дальнейшем в доступных исторических документах Еникой не встречается, как и отсутствует такое название на известных топографических картах: в 1890 и 1941 году селение на месте Кипарисного подписано, как Кучук-Кой, на двухкилометровке 1942 года населённый пункт не подписан, остальные карты гораздо менее точны.
В 1944 году, после освобождения Крыма от фашистов, согласно Постановлению ГКО № 5859 от 11 мая 1944 года, 18 мая крымские татары были депортированы в Среднюю Азию; 27 июня, по постановлению № 5984сс от 2 июня 1944 года, та же участь постигла греков. А уже 12 августа 1944 года было принято постановление № ГОКО-6372с «О переселении колхозников в районы Крыма» и в сентябре 1944 года в район приехали первые новоселы (2349 семей) из Краснодарского края, а в начале 1950-х годов последовала вторая волна переселенцев из различных областей Украины. Указом Президиума Верховного Совета РСФСР от 21 августа 1945 года Кучук-Ламбат был переименован в Кипарисное и Кучук-Ламбатский сельсовет — в Кипарисовский. С 25 июня 1946 года Кипарисное в составе Крымской области РСФСР, а 26 апреля 1954 года Крымская область была передана из состава РСФСР в состав УССР. Время упразднения сельсовета и включения в состав Маломаякского пока не установлено: на 15 июня 1960 года село уже в его составе. 1 января 1965 года, указом Президиума ВС УССР «О внесении изменений в административное районирование УССР — по Крымской области», Алуштинский район был преобразован в Алуштинский горсовет и Кипарисное включили в его состав. По данным переписи 1989 года в селе проживало 339 человек. С 12 февраля 1991 года село в восстановленной Крымской АССР, 26 февраля 1992 года переименованной в Автономную Республику Крым. С 21 марта 2014 года в составе Крыма аннексировано Россией, с 5 июня 2014 года в Городском округе Алушта.